# Левицкий, Сергей Львович
Серге́й Льво́вич Леви́цкий (5 (17) августа 1819, Москва — 10 (22) июня 1898, Санкт-Петербург) — русский придворный фотограф. Отец фотографа Льва Левицкого и художника Рафаила Левицкого.

## Биография
Внебрачный сын сенатора Л. А. Яковлева, который после Тильзитского мира состоял послом при дворе Жерома Бонапарта. Двоюродный брат А. И. Герцена.
Окончил юридический факультет Московского университета (1839), служил в Петербурге в канцелярии министра внутренних дел графа А. Г. Строганова.
С 1839 увлёкся дагеротипией, в которой совершенствовался под руководством академика Ю. Ф. Фрицше во время совместной инспекционной поездки в 1843 году на Кавказ для изучения состояния минеральных вод. В этой экспедиции Левицкий снял несколько видов Пятигорска, Кисловодска, гор Машук и Бештау.
В 1844 году Левицкий, решив посвятить себя фотографии, вышел в отставку и отправился в Европу с целью совершенствования фотографических знаний. В 1845 году, во время поездки в Рим, он фотографировал бывших там выдающихся русских художников и писателей, в том числе Николая Гоголя (это единственная известная фотография писателя). Позднее в Париже Левицкий слушал лекции по химии в Сорбонне, познакомился с Дагером и со многими известными учёными — пионерами светописи.
В 1847 году по рисункам Левицкого была сконструирована камера с фокусировочным мехом. В 1849 году на Промышленной выставке в Париже Шарль Шевалье получил золотую медаль за дагеротипные снимки, изготовленные с помощью его объектива — портреты и группы, снятые русским мастером Левицким. Это была первая в истории награда за фотографические произведения.
Революционные события 1848 года во Франции вынудили Левицкого вернуться на родину, и 22 октября 1849 года он открыл «Дагеротипное заведение Сергея Левицкого» в Петербурге, на Невском проспекте (дом аптекаря К. И. Имзена). Здесь он первым предложил идею искусственного освещения в условиях студии. В 1851 году его дагеротипы получили золотую медаль на Международной выставке в Париже.
С 1852 года Левицкий стал работать для высочайшего двора. В Зимнем дворце он снимал на дагеротип императорскую чету — Александру Федоровну и Николая I, портрет которого был размножен с помощью литографии. В 1856 году фотографировал мокроколлодионным способом коронацию Александра II в Москве. В середине 1850-х годов в ателье, ставшем называться «Светопись Левицкого», он работал с помощниками — В. И. Флейхгаузом, затем с А. И. Шпаковским. Ателье приобрело широкую известность в столице, в нём были увековечены многие деятели русской культуры. В 1857 году Левицкий создал «Коллекцию портретов русских литераторов», небольшой тираж которой поступил в продажу.
В 1858 году американский фотограф Уоррен Томпсон пригласил Левицкого руководить своим ателье в Париже, и в мае 1859 года он вместе с семьей прибыл во французскую столицу. Вскоре в Париже Левицкий открыл собственное заведение на улице Шуазель (Rue de Choiseul), 22, которое после его возвращения на родину перешло к фотографу Ле Жену (Le Jeune), с которым он вместе работал.
В 1860 году Левицкий впервые применил ретушь негатива, убедив фирму Фабера заняться изготовлением для этого специальных карандашей. По этому поводу фотограф написал статью «О значении ретуши и о некоторых способах облегчения ее при отделке фотографических портретов». Левицкий — один из первооткрывателей фотоколлажа.
В 1864 году за портреты Наполеона III и его семьи, снятые в Фонтебло, Левицкий получил звание «Фотограф Императора Наполеона III» и стал членом Французского фотографического общества.
Левицкий побывал на Берлинской выставке фотографии 1865 года и там впервые увидел работы Генри Пича Робинсона. В восхищении его постановочными фотографиями он впоследствии писал: «Это были уже не фотографии, а художественные произведения».
По возвращении в Россию открывает в 1866 году фотоателье в Санкт-Петербурге на Мойке, дом 30 (на углу Волынского пер.). А позже в 1878 переводит заведение на Невский проспект, дом 28.
В 1877 году С. Л. Левицкий получил официальное звание «Фотограф их Императорских величеств». В том же году он передал управление своим ателье «Фотографы Их Императорских Величеств „Левицкий и сын“» своему сыну Льву. С появлением электрического освещения Левицкий выдвинул идею использовать его 
для портретной съёмки, что открыло новые возможности для фотографов всего мира. В 1879 году он начал снимать портреты при электрическом свете с углями при выдержке 15 секунд, что стало для тех лет достижением. Написал по этой теме статью «Применение электрического света к портретной фотографии».
Фотограф вёл активную общественную и научную деятельность, стал основателем фотографического отдела «Русского технического общества», также выступал экспертом на фотографических выставках.
В 1890—1894 годы по желанию Александра III для Левицкого был построен образцовый «фотографический дом» на Казанской улице, д. 3, рядом с Казанским собором.
Левицкий был награждён многими иностранными и русскими орденами и медалями; неоднократно получал высшие премии на международных фотовыставках. По приглашению Министерства финансов он был «экспертом по светописи» на трёх Всемирных выставках; также был членом жюри Международной парижской выставки 1878 г., первой в России фотографической выставки в Петербурге (1888) и др. Один из основателей V Отдела по светописи и её применениям при Русском техническом обществе; в 1886—1891 годы — председатель Отдела. Публиковал статьи в двух журналах «Фотограф» (1864—1866; 1880—1884).
Одним из первых в России Левицкий стал применять съёмку при вольтовой дуге, при электрическом освещении, использовать бромжелатиновые пластинки. Запечатлев четыре поколения династии Романовых, Левицкий имел исключительное право художественной собственности на портреты императора и императрицы России.
Скончался 10 (22) июня 1898 года в Петербурге. Был похоронен на Смоленском православном кладбище; могила считается утраченной.

## Основные даты жизни и творчества
- 1839 год — приобрел дагеротипный аппарат и начал заниматься фотографией.
- 1843 год — во время работы на Кавказе сделал пейзажные снимки Пятигорска, Кисловодска, гор Машук и Бештау. Пять лучших из них попали на выставку в Париж и были удостоены медали.
- 1849 год — возвратился на родину, открыл дагеротипное заведение под названием «Светопись Левицкого» на Невском проспекте.
- 1851 год — участвовал на всемирной выставке в Лондоне, где представил серию дагеротипных портретов, получил за них золотую медаль. Эта была первая золотая медаль, выданная на Всемирной выставке за фотографические работы.
- 1859 год — работал в мастерской в Париже. Русский журнал «Фотограф» (1864, № 3-4) писал о Левицком: «Владеющий ныне в Париже лучшим фотографическим заведением, вполне артистическим. В этом же заведении приготовляется ежедневно до 1500 карточек».
- 1867 год — возвратился в Санкт-Петербург, где снова открыл фотоателье, на этот раз с большим павильоном и особым отделением для увеличения портретов.
- 1878 год — был одним из организаторов отдела светописи Русского технического общества.
- 1877 год — передал дела фотографического заведения сыну Льву[7].
- 1880-е годы — продолжал участвовать в трудах Русского технического общества, выступал как эксперт или член жюри на многих русских и международных выставках фотографии.

## Фотографии Сергея Левицкого
- Император Александр II и Императрица Мария Александровна
- Императрица Мария Александровна
- Цесаревич Александр Александрович, 1865
- Александр II со своей собакой, 1870
- Семья императора Александра III
- Группа русских художников и писателей в Риме, 1845
- Н. В. Гоголь, 1849
- Лев Толстой, 1856
- Д. И. Менделеев, 1861
- Ф. И. Тютчев в Париже, 1865
- Я. П. Полонский, 1856
- А. В. Дружинин, 1856
- И. И. Панаев, 1856
- Ф. П. Литке, 1860-е
- С. А. Грейг, конец 1860-х
- Групповой портрет русских писателей
круга журнала «Современник»[16], 1856